# Nigga (cantor)
Félix Danilo Gómez Bosquez (Chitré, Panamá; 31 de agosto de 1980), conhecido artisticamente como Nigga-Flex, ou também como Nigga na América Latina e Flex nos Estados Unidos, é um cantautor panamenho de reguetón e reggae em espanhol que se fez famoso em 2007 com sua canção «Te quero», que lhe fez credor de um Grammy latino em 2008, na categoria de Melhor canção urbana. É considerado um dos primeiros expoentes do reguetón ao nível comercial e o máximo representante do género Romantic Flow.

## Biografia
Félix Danilo Gómez Bosquez nasceu o 31 de agosto de 1980 em Chitré, Província de Herrera, Panamá. Começou sua carreira musical em 1997 com uma canção titulada «Como posso cantar» em dúo com Toby King, a qual pertence ao disco Dá Crew de Pucho Bustamente, mas não foi até o ano 2000 quando se fez conhecido se apresentando junto a outros artistas no disco As Próprias 2000 da emissora radial Fabulosa Stereo e da produtora Celia Torres. Sendo naquele tempo onde gravou o tema «A deixa» com Duende o qual conseguiu colocar no rankings de países como: Estados Unidos, Guatemala, Nicarágua, Venezuela e Peru. Depois sem ter finalizado a gravação daquele disco, a produtora pede-lhe a gravar um tema com motivo do Dia da Mãe em Panamá, que se chamou «A balada de Nigga» ainda que depois da gravação, se soube que sua mãe tinha falecido por causa de um medicamento vencido no tratamento de diálisis. Nesse disco foi gravado em versão balida e depois em versão reggae no disco Deat Match, onde também gravaria «Se teu me amasses». Depois gravou o tema com a cantora Catherine, «Até quando terei que sofrer» posteriormente sai o disco com o título Triplo X. Enquanto o singelo mais escutado em Equador foi «Se não te tenho», também conhecido como «Neste mundo» conseguindo estar nos primeiros lugares das rádios daquele país durante aproximadamente 8 meses.
Em 2003 realizou mais de 40 concertos em México e compartilhou palco com Tranzas, Ecualizate, Mecano, Os Subversivos, entre outros. Nesse mesmo ano esteve num grupo musical chamado Rocky Yes que estava integrado pelos cantores panamenhos, tais como: O Friend, Duende e O Aspirante, com o que grava 25 temas entre eles «Amigo» «Tens que a esquecer» «A deixa» e «Viver sem ti».
Em 2007, lança à venda seu primeiro disco solista denominado Quero-te: Romantic Style In Dá World. O primeiro singelo deste material discográfico que se chamou «Te quero», atingiu o posto número 1 no Hot Latin Songs e o posto 99 no Billboard Hot 100, com todo este conseguiu atingido o panamenho, realizou duetos com Juan Luis Guerra, Daddy Yankee, Wisin & Yandel, Sejam Kingston e Rihanna.
Em 13 de novembro de 2008, conquistou seu primeiro Grammy Latino com a música "Te quiero" na categoria de Melhor Canção Urbana. Ele também conseguiu o prêmio na categoria Nacional da América do 2008 Top 40 Awards como Melhor Artista do Panamá. Teve ainda uma participação especial na novela central de abastos.
Em 2009 lançou seu segundo álbum titulado A evolução Romantic Style, com a promoção dos singelos «Dize-me se vais-te com ele», «Deixar-te-ei» e «Te amo tanto», nesse mesmo ano também participa no programa televisivo o Show dos sonhos em sua segunda temporada, onde conseguiu o segundo lugar, sendo eliminado pelos reis do show. Durante esse ano 2009 vontade 8 de 13 nominaciones nos prêmios Billboard, superando a artistas como Enrique Iglesias, Maná e Luis Fonsi.
Em 2019, retomou sua carreira musical como artista independente com o singelo «Me apaixone de ti», nesse mesmo ano também lançou a canção «Me cuidaste» com um video oficial foi gravado em Equador, especificamente na cidade de Quito. A pista localizou-se no número um na lista top 5 de Monitor Latino como as novas canções que se têm que escutar. Em 2020, publicou o singelo «Como faço».

## Controvérsia
O nome artístico que adoptou Félix desatou controvérsia e foi duramente criticado em Estados Unidos, ao ser "nigga" um adjectivo de uso pejorativo e despectivo fosse da comunidade afroamericana. No final de 2007, a conselho de seu mánager e para terminar a controvérsia, muda-se o nome de "Nigga" a "Flex" para poder ser aceito na comunidade anglo-saxã. As partes onde mencionavam seu antigo nome foram editadas e reimpresas os empacotamentos de seu CD em USA.